# Cas-Cas
Cas-Cas (ou Kaskas) est une localité du nord du Sénégal, située dans le département de Podor et la région de Saint-Louis, sur l'île à Morfil – soit entre deux bras du fleuve Sénégal – à la frontière avec la Mauritanie. Elle se trouve dans la région historique du Fouta Toro.
C'est le chef-lieu de l'arrondissement de Cas-Cas.
Le village comptait 1 511 personnes et 176 ménages lors du dernier recensement.
Le village ancien de Kaskas figure sur la liste des Sites et Monuments classés.